# Gerd Heidler
Gerd Heidler ou Gert Heidler, né le 30 janvier 1948 à Doberschau-Gaußig, est un footballeur et entraîneur est-allemand.

## Biographie
En tant qu'attaquant, Gerd Heidler fut international est-allemand à 12 reprises (1975-1978) pour deux buts. Ses deux buts furent inscrits contre l'Algérie et la Bulgarie en 1976.
Il participa aux Jeux olympiques de 1976 où il fut titulaire contre le Brésil, contre l'Espagne (il reçut un carton jaune), contre la France et contre l'URSS, mais il ne disputa pas la finale contre la Pologne, qui vit la RDA remporter la médaille d'or.

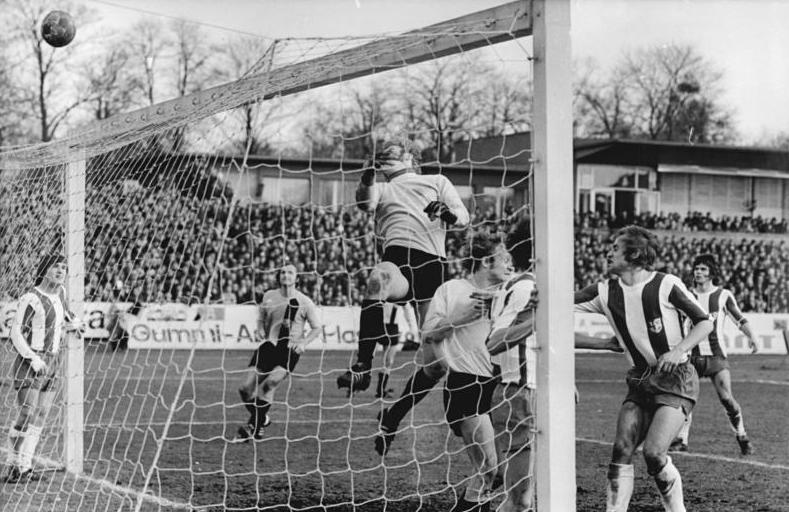
Gert Heidler (6e sur la droite) lors de la rencontre SG Dynamo Dresden - 1 FC Magdeburg en 1976.

Il joua au FSV Budissa Bautzen et au SG Dynamo Dresde. Il fut cinq fois champion de RDA, une fois de D2 et remporta trois coupes de RDA avec le SG Dynamo Dresde.
Entre 1982 et 1990, il fut entraîneur dans les équipes de jeunes du Dynamo Dresde.
Il fut entraîneur du club de Bischofswerdaer FV 08 et de FC Lausitz Hoyerswerda.

## Clubs
- 1962-1968 :  FSV Budissa Bautzen
- 1968-1982 :  SG Dynamo Dresde

## Palmarès
- Championnat de RDA de football
  - Champion en 1971, en 1973, en 1976, en 1977 et en 1978
  - Vice-champion en 1979, en 1980 et en 1982
- Coupe d'Allemagne de l'Est de football
  - Vainqueur en 1971, en 1977 et en 1982
  - Finaliste en 1972, en 1974, en 1975 et en 1978
- Championnat de RDA de football D2
  - Champion en 1969
- Jeux olympiques
  - Médaille d'or en 1976